# Uijeongbu
Uijeongbu (en coreano:의정부시, romanización revisada :uijeongbusi, léase:Uichánbu) es una ciudad en la provincia de Gyeonggi, Corea del Sur. 
Está ubicada unos 20 km al norte de Seúl. Su extensión es de 81,31 km² (de los cuales el 50% es bosque) y su población total es de 430.000 habitantes en 2010.
La ciudad es montañosa siendo el monte Dobongsan la parte más alta.
En esta ciudad se encuentra ubicada la base principal de la segunda división de infantería de EE.UU que cuenta con 17.000 soldados.

## Administración
La ciudad de Uijeongbu se divide en 15 barrios.

## Ciudades hermanas
- Shibata, Japón
- Richmond (Virginia), EE. UU.